# QR Андромеды
QR Андромеды (лат. QR Andromedae) — новоподобная, двойная катаклизмическая переменная звезда (NL), затменная переменная звезда типа Алголя (EA) в созвездии Андромеды на расстоянии приблизительно 6532 световых лет (около 2003 парсеков) от Солнца. Видимая звёздная величина звезды — от +13,07m до +12,16m. Орбитальный период — около 0,6605 суток (15,851 часов).

## Характеристики
Первый компонент — аккрецирующий белый карлик спектрального класса pec(e). Масса — не более 1,5 солнечной. Эффективная температура — около 9543 K. Источник сверхмягкого рентгеновского излучения.
Второй компонент — красный карлик спектрального класса M. Масса — в среднем около 0,4 солнечной.